# Mid-Eastern Athletic Conference
La Mid-Eastern Athletic Conference (MEAC) è una conference atletica collegiale i cui membri a pieno titolo sono college e università storicamente nere (HBCU) negli Stati Uniti sudorientali e centro-atlantici. Partecipa alla Division I della National Collegiate Athletic Association (NCAA) e al football americano nella Football Championship Subdivision (FCS).
Il MEAC ha turni di qualificazione automatiche per la post-season NCAA nel baseball (dal 1994), basket maschile (dal 1981), basket femminile (dal 1982), calcio (1996-2015), softball (dal 1995), tennis maschile e femminile (dal 1998) e pallavolo (dal 1994).